# يوجينيو غرانل
يوجينيو غرانل (بالإسبانية: Eugenio Fernández Granell)‏ هو رسام إسباني، ولد في 28 نوفمبر 1912 في لا كورونيا في إسبانيا، وتوفي في 24 أكتوبر 2001 في مدريد في إسبانيا.